# Костюк Денис Валентинович
Дени́с Валенти́нович Костю́к (нар. 13 березня 1982) — український професійний велогонщик, майстер спорту міжнародного класу. Чемпіон України з велоспорту на шосе у груповій гонці (2013). Учасник гранд-турів «Джиро д'Італія», «Тур де Франс» і «Вуельта Іспанії».

## Життєпис
Народився 13 березня 1982 року в місті Первомайську Миколаївської області в родині медиків. Велоспортом почав займатись у шкільному віці.
Закінчив Донецький державний інститут здоров'я, фізичного виховання і спорту.
З 2004 року виступає за професійні команди: «Chocolade Jacques-Wincor» (2004), «Jartazi Granville» (2005), «Action-Uniqa» (2006—2007), «ISD-Sport Donetsk» (2008), «ISD-Neri» (2009—1010), «Lampre-ISD» (2011—2012). З 2013 року виступає за команду «Kolss cycling team».

## Виступи на Олімпіадах
| Олімпіада  | Дисципліна                               | Місце |
| ---------- | ---------------------------------------- | ----- |
| Пекін 2008 | Групова шосейна гонка, індивідуальна     | 76    |
| Пекін 2008 | Індивідуальна гонка з роздільним стартом | 36    |

## Родина
Одружений з легкоатлеткою Ольгою Саладухою. Подружжя виховує доньку Діану.